# Guáimaro
Guáimaro – miasto na Kubie, w prowincji Camagüey. W 2004 r. miasto to zamieszkiwało 57 086 osób.